# DokeV
DokeV (coréen : 도깨비) est un jeu vidéo d'action-aventure en monde ouvert développée par Pearl Abyss.

## Développement
DokeV est actuellement développé avec le fondateur de Pearl Abyss Daeil Kim en tant que producteur exécutif et Sangyoung Kim, qui était l'un des principaux animateurs de Black Desert Online, en tant que producteur principal.

## Histoire
Le 7 novembre 2019, le titre de DokeV a été révélé pour la première fois.
La semaine suivante, le 14 novembre 2019, la bande-annonce officielle de DokeV a été dévoilée pour la première fois lors du Pearl Abyss Connect 2019, qui a eu lieu au G-Star de la même année en Corée du Sud. Le mois suivant, le 5 décembre 2019, la bande-son originale de la bande-annonce du jeu, ainsi qu'une nouvelle capture d'écran, ont été révélées.
Le 25 août 2021, la première bande-annonce de gameplay de DokeV a fait sa première mondiale à la Gamescom Opening Night Live 2021 en Allemagne.